# Fuziune mentală (Star Trek: Voyager)
„Fuziune mentală” (titlu original: „Meld”) este al 16-lea episod din al doilea sezon al serialului TV american SF Star Trek: Voyager. A avut premiera la 5 februarie 1996 pe canalul UPN.

## Prezentare
Pentru a tempera nervii unui membru al echipajului de pe Voyager, Tuvok execută o fuziune mentală.

## Actori ocazionali
- Brad Dourif - Lon Suder
- Angela Dohrmann - Ricky
- Simon Billig - Hogan